# 聚烯烃
聚烯烃是烯烃经过加聚反应形成的高分子化合物。这类有机聚合物通常由许多相同或不同的简单烯烃分子（如乙烯、丙烯、1-丁烯、1-戊烯、1-己烯、1-辛烯、4-甲基-1-戊烯等α-烯烃以及某些环烯烃）聚合形成。常见的聚烯烃有聚乙烯、聚1-丁烯等。聚烯烃的主要通过高压聚合、低压聚合（包括溶液法、浆液法、本体法、气相法）等方式生产。

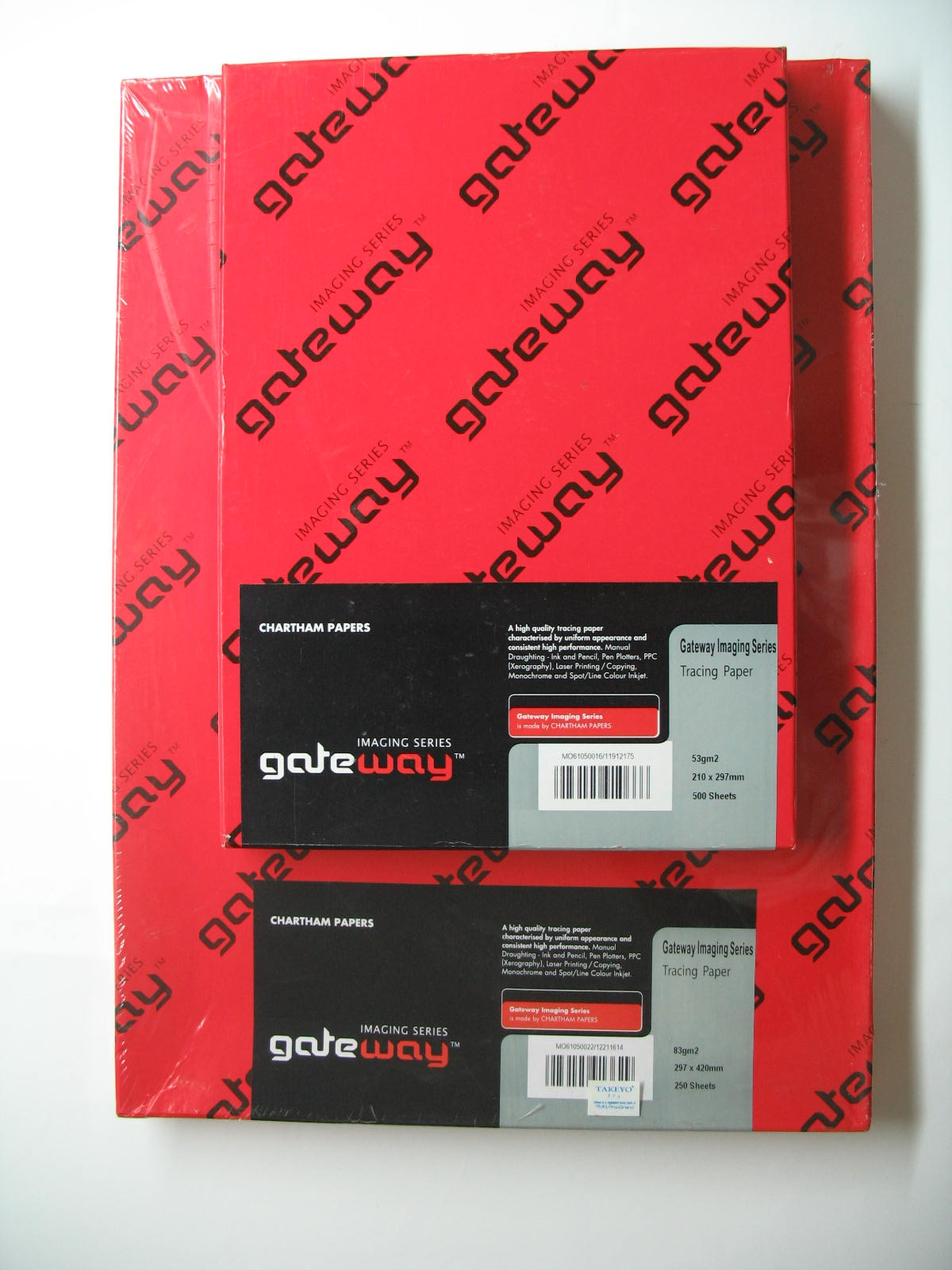
由聚烯烃材料薄膜包裹的物品。

## 工业聚烯烃
- 常见的热塑性聚烯烃包括：聚乙烯（PE）、聚丙烯（PP）、聚甲基戊烯（PMP）、聚丁烯-1（PB-1）等；
- 聚烯烃弹性体（POE）：聚异丁烯（PIB）、乙丙橡胶（EPR）、三元乙丙橡胶（EPDM橡胶）等。